# Ronald Fangen
Ronald August Fangen est un homme de lettres norvégien, à la fois romancier, essayiste et auteur dramatique, né à Kragerø, le 29 avril 1895 et mort accidentellement à Snarøya le 22 mai 1946 au cours d'un crash de l'avion de ligne régulier Oslo-Bergen à l'aéroport de Fornebue, à proximité d'Oslo.
Ce journaliste de profession, écrivain fin connaisseur de la littérature nordique et allemande, a représenté dans son pays le meilleur de la tradition bourgeoise, humaniste et chrétienne. Fondateur en 1921 de la revue Vor verden, Notre monde, l'éditeur critique s'est opposé au périodique d'influence marxiste de Sigurd Hoel, Mot dag, Vers le jour et a pris la défense des valeurs traditionnelle auxquelles il ne pouvait renier sa foi. Cet inlassable animateur de la littérature norvégienne, dénonçant les excès mensongers d'un courant réaliste allié au journalisme socialiste, a été un critique lucide du collectivisme et s'est opposé au nazisme.

## Un écrivain né dans le sérail du journalisme littéraire
Ronald Fangen, après une enfance itinérante et une adolescence berguenoise, étudie durant sa jeunesse à l'école technique de Bergen, sur les traces de son père et ses frères ingénieurs ou techniciens. Étudiant à Oslo, il y délaisse sa première vocation technique et scientifique et fréquente la bohème littéraire. Il appartient d'emblée au cercle de Nils Kjaer, de Sigurd Bodker et de Carl Naerup et combat avec fougue pour défendre la pensée de ce groupe. Le champ littéraire norvégien depuis les années 1910 ressemble à un vieux gréement en voie de dislocation, mais les chocs menés par la jeune génération au sein du milieu littéraire garde une violence digne de la flibuste.
Le jeune écrivain, à l'insolence remarquable et au talent prometteur, publie en 1915 son premier roman, Les faibles. Le jeune romancier qui a conscience de la richesse des thèmes littéraires à exploiter est d'abord en quête de forme moderne. Mais il utilise sa notoriété balbutiante pour investir sa grande ardeur dans le journalisme. Dès qu'il le peut, et surtout au sortir de la Grande Guerre, il quitte son pays. Émule d'August Strindberg, il se rend en Suède où il initie avec cercles littéraires et journalistiques, comme avec le public suédois, des rapports et des liens durables. Le journaliste devenu à plein temps critique littéraire Fangen séjourne professionnellement au Danemark entre 1919 et 1921. Avant son départ, il publie le fruit de ses combats littéraires et de ses pensées : ce sont des études sur Carlyle, Otto Weininger, Dostoïevski, Romain Rolland, H. G. Wells, Beethoven… Lorsqu'il revient de ce pays marchand, fort de son expérience à la revue Litteraturen, il est prêt à reprendre la lutte. Il fonde alors la revue conservatrice Vor Verden qui ne prend un réel essor qu'à partir de 1923. Il en est le principal rédacteur jusqu'en 1930.

## Peindre l'âme
Son ambition de romancier et de dramaturge est d'emblée de peindre les âmes. Il aborde le thème des démunis, de la jeunesse, du conflit entre parent et enfant, entre idéal et réalité… Ses drames expressionnistes montrent de violentes oppositions binaires, archétypales de la littérature norvégienne : La Chute édité en 1920 marque l'opposition entre la vie et le sacrifice, L'Ennemi en 1922 dévoile le conflit entre l'univers spirituel et la brutale réalité de notre monde. Den forjaettede dag, drame publié en 1926, brosse un tableau d'une famille européenne riche, mais froide et glaciale, couple bourgeois sans amour et famille n'ayant plus aucune morale.
Approfondissant ses premières approches de la domination, le roman Erik en 1932 marque l'opposition impitoyable entre la faible et le fort. Il est le premier auteur norvégien à avoir abordé franchement le thème de l'homosexualité, dans son roman Duel en 1932.
Au cours des années 1920, il devient un chrétien de plus en plus fervent. Il subit l'influence des penseurs catholiques anglais. Il salue la conversion au catholicisme de Sigrid Undset, comme la voie spirituelle de son intelligence d'écrivain. Puis il intègre le courant mystique dit du « mouvement d'Oxford » en 1934. Outre pléthore d'écrits religieux qui suivront, le chrétien d'Oxford transparaît déjà dans son opus romanesque sur la force salvatrice de l'amour, L'Homme qui aimait la justice. Ses profondes convictions et sa foi catholique se dévoilent encore mieux dans les romans La Fête bourgeoise en 1939 et Le Prêtre sa suite inachevée en 1946.
L'auteur affirme que la charité chrétienne est très supérieure à l'égoïsme bourgeois ou à l'idéologie sans âme. L'intérêt bourgeois lorsqu'il ne s'impose pas par la violence et procède à un partage du gain est préférable à la perte d'âme. Ainsi Fangen, homme de principes et de droite, s'oppose à Sigurd Hoel, homme de lettres et savant désabusé par la vie, mais compagnon de route affiché ou constant soutien du régime socialiste norvégien.
L'écrivain pourfend les fascismes et attaque le nazisme dès l'origine. Un article de l'été 1940 s'élevant contre le nazisme, alors que l'Allemagne a pris pied dans une Norvège devenu simple État satellite ou vassal après l'invasion du 20 avril 1940, lui vaut d'être fiché par les autorités, arrêté, puis emprisonné par les occupants allemands. Il narre la période de la résistance et sa lutte contre le nazisme dans Un ange de lumière.
Les spécialistes littéraires scindent les premiers romans à la fois insouciants et talentueux, des romans remplis de poésie des années 1930 où le rôle crucial de la vie et les valeurs de la volonté et de la responsabilité s'imposent de façon obsédante. Les romans de Fangen prennent l'aspect de longues discussions morales : ils n'ont pas d'action proprement dite, ni d'ambition d'évoquer un milieu ou une scène précise. Ils se bornent à décrire une vie intérieure en amenant le lecteur à une perception de la dimension symbolique, au besoin par la digression et la discussion. Cette forme littéraire moderne se retrouve déjà dans ses recueils d'articles : en 1927, il présente ainsi Freud, Nils Kjaer, Arne Garborg ainsi que les psaumes norvégiens.

## Œuvre: un aperçu
Romans :
- Les Faibles, traduction De svake, 1915.
- Slaegt föder slaegt, 1916.
- En roman, 1918.
- Krise, 1919.
- Quelques jeunes gens, traduction de Nogen unge mennesker, 1929.
- Eric, traduction de Erik, 1931.
- Duel, traduction de Duell, 1932.
- Le Chemin d'une femme ou La Voie d'une femme, traductions possibles de En kvinnes vei, 1933.
- L'Homme qui aimait la justice, traduction de Mannen som elsket rettfertighetten, 1934.
- À même le fond, traduction de Paa bar bunn, 1936.
- Allerede nu, 1937.
- Le Moulin qui moud lentement, traduction de Kvernen som maler langsomt, 1939.
- La Fête bourgeoise, traduction de Burgerfesten, 1939.
- Le Prêtre, traduction de Presten, 1944.
- Un ange de lumière, traduction de En lysets engel, 1945.

Drames :
- La Chute (dans le péché), traduction(s) de Syndefald, 1920.
- L'Ennemi, traduction de Fienden, 1922.
- Le Jour promis, traduction de Den forjaettede dag, 1926.

Pièce de théâtre non joué non publié de son vivant (conflit entre père et fils):
- Le Fils libre, traduction de Den frie sön, 1925.

Recueils d'articles :
- Streiftog i digtning og taenkning, 1919.
- Tegn og gjaerninger, 1927.